# Backlash (2000)
 (août 2016).
Pour les articles homonymes, voir Backlash.
Backlash 2000 est un événement de catch qui s'est déroulé le 30 avril 2000 au MCI Center de Washington, D.C.
| #                                                          | Résultats                                                                                | Stipulations                                            | Commentaires | Durée |
| ---------------------------------------------------------- | ---------------------------------------------------------------------------------------- | ------------------------------------------------------- | --- | ----- |
| 1                                                          | Edge et Christian (c) battent D-Generation X (X-Pac et Road Dogg)                        | Tag team match pour le WWF Tag Team Championship        | - Christian a effectué le tombé sur X-Pac après l'avoir frappé avec la cloche | 09:22 |
| 2                                                          | Dean Malenko (c) bat Scotty 2 Hotty                                                      | Match simple pour le WWF Light Heavyweight Championship | - Malenko a effectué le tombé sur Scotty après un DDT de la troisième corde. | 12:57 |
| 3                                                          | The Big Boss Man et Bull Buchanan battent The Acolytes (Faarooq et Bradshaw)             | Tag team match                                          | - Buchanan a effectué le tombé sur Bradshaw après un scissors kick de la troisième corde. | 07:32 |
| 4                                                          | Crash Holly (c) bat Matt Hardy, Jeff Hardy, Hardcore Holly, Perry Saturn et Tazz         | match Hardcore à six pour le WWF Hardcore Championship  | - Crash a effectué le tombé sur Tazz après que Saturn le frappait avec un panneau de stop. - Crash pouvait faire le tombé sur n'importe qui pour conserver le titre, mais ses cinq adversaires devaient faire le tombé sur lui pour repartir avec la ceinture.                        | 12:16 |
| 5                                                          | The Big Show bat Kurt Angle                                                              | Match simple                                            | - Big Show a effectué le tombé sur Angle après un chokeslam. - Big Show était déguisé en Hulk Hogan pour ce match dans le cadre de sa gimmick où il s'habillait comme d'anciens catcheurs. Il utilisait plusieurs prises signatures d'Hogan y compris son leg drop.                   | 02:35 |
| 6                                                          | T & A (Test et Albert) (avec Trish Stratus) battent The Dudley Boyz (Bubba Ray et D-Von) | Tag team match                                          | - Test a effectué le tombé sur Bubba Ray après un Big boot. - Après le match les Dudley Boyz portaient un powerbomb sur Trish à travers une table. | 11:07 |
| 7                                                          | Eddie Guerrero (c) (avec Chyna) bat Essa Rios (avec Lita)                                | Match simple pour le WWF European Championship          | - Guerrero a effectué le tombé sur Rios après un Neckbreaker. - Après le match, Lita retirait les vêtements de Chyna. | 08:37 |
| 8                                                          | Chris Benoit (c) bat Chris Jericho par disqualification                                  | Match simple pour le WWF Intercontinental Championship  | - Chris Jericho était disqualifié après avoir frappé Benoit avec la ceinture. | 15:09 |
| 9                                                          | The Rock bat Triple H (c) (avec Shane McMahon en tant qu'arbitre spécial)                | Match simple pour le WWF Championship                   | - The Rock a effectué le tombé sur Triple H après un Spinebuster et un People's Elbow. - Steve Austin revenait à la WWF pour la première fois depuis les Survivor Series 1999, donnant des coups de chaise à Triple H, Shane McMahon, Vince McMahon, Pat Patterson, et Gerald Brisco. | 19:23 |
| (c) désigne le champion défendant son titre dans le match. |                                                                                          |                                                         | |       |